# NGC 163
NGC 163 este o galaxie eliptică situată în constelația Balena. A fost descoperită în 10 decembrie 1798  de către William Herschel.